# Hysterical
Pour plus de détails, voir Fiche technique et Distribution.
Hysterical est un film américain réalisé par Chris Bearde (en), sorti en 1983.

## Synopsis
Un écrivain à succès part à la recherche de quiétude sur une petite île où selon la légende l'esprit d'un pêcheur vengeur hanterait le vieux phare abandonné. Un duo de chasseur de fantômes aux méthodes atypiques sont dépêchés sur place afin de faire la lumière sur cette malédiction tenace.

## Fiche technique
- Titre : Hysterical
- Réalisation : Chris Bearde (en)
- Scénario : Bill Hudson, Mark Hudson, Brett Hudson et Trace Johnston
- Musique : Bob Alcivar et Robert O. Ragland
- Photographie : Thomas Del Ruth (en)
- Montage : Stanley Frazen
- Production : Gene Levy
- Sociétés de production : H & W Filmworks & Cinema Group Venture
- Société de distribution : 20th Century Fox
- Pays de production :  États-Unis
- Format : Couleur - Mono - 35 mm - 1.85:1
- Genre : Comédie, fantastique
- Durée : 83 minutes
- Dates de sortie : 16 mars 1983 (France), juillet 1983 (États-Unis)
- Affiche : Michel Landi (France)

## Distribution
- Bill Hudson (VF : Pierre Arditi) : Frederic Lansing / Casper Brown
- Mark Hudson (VF : Jean-Pierre Dorat) : Dr. Paul Batton
- Brett Hudson (VF : Bernard Murat) : Fritz
- Cindy Pickett (VF : Anie Balestra) : Kate
- Robert Donner (VF : Jacques Dynam) : Ralph
- Murray Hamilton (VF : Jacques Ferrière) : Le maire
- Julie Newmar (VF : Perrette Pradier)  : Venecia
- Bud Cort (VF : Henri Courseaux)  : Dr. John Scalpel
- Clint Walker (VF : Jacques Deschamps)  : Le shérif
- Richard Kiel (VF : Henry Djanik) : Le capitaine Traquenard
- John Larroquette (VF : Alain Dorval) : Bob X. Cursion
- Franklyn Ajaye : Leroy
- Keenan Wynn : Le pêcheur
- Charlie Callas (VF : Jacques Ciron) : Dracula

## Autour du film
- Le tournage s'est déroulé à Cannon Beach, Depoe Bay et Newport, dans l'Oregon.